# Malvastrum interruptum
Malvastrum interruptum là một loài thực vật có hoa trong họ Cẩm quỳ. Loài này được K. Schum. mô tả khoa học đầu tiên năm 1891.